# Ranunculus convexiusculus
Ranunculus convexiusculus är en ranunkelväxtart som beskrevs av Kovalevskya. Ranunculus convexiusculus ingår i släktet ranunkler, och familjen ranunkelväxter. Inga underarter finns listade i Catalogue of Life.